# Raúl Mesquita
Pour les articles homonymes, voir Mesquita.
Raúl Mesquita (Raúl António Proença de Marcelino Mesquita), né à Lisbonne, le 12 mai 1949, est un auteur portugais, licencié ès Lettres en Philosophie à l’Université Classique de Lisbonne.

## Biographie
Raúl Mesquita a fait ses études au lycée Français Charles Lepierre à Lisbonne, au lycée Camões, au lycée D. João de Castro et puis à l’Université de Lisbonne. Raúl est un des petits-fils de Raul Proença. Il a quitté le Portugal au mois de juin 1970 par des raisons d’objection de conscience. Il a depuis vécu son exil en Belgique et en Angleterre, ayant obtenu le statut de réfugié auprès des Nations unies à Bruxelles en décembre 1970. Après la révolution portugaise de 1974, il est rentré à Lisbonne en décembre 1974.

## Son œuvre
Il a publié des livres sur les domaines de la psychologie et de la philosophie tels que le Dictionnaire de psychologie (coauteur) à Plátano Editora, et le Dictionnaire critique de philosophie dont il est le seul auteur, aussi à Plátano Editora.
À présent, et sans abandonner son goût pour la philosophie (il continue à tenir des conférences), il s’est plutôt tourné vers la fiction, ayant publié en 2007 à Imprensa Nacional Casa da Moeda (Biblioteca de Autores Portugueses), le roman Estoril 1959 [3].
En 2008 il publia le roman O Pai e os Outros chez Colibri. Dans la même année, Sílabo a publié un travail qu'il a écrit sur les 
Maximes et Réflexions Morales, de François de La Rochefoucauld  (traduction, préface et notes).
Raúl Mesquita a publié chez Althum, en décembre 2010, un nouveau livre de fiction: Censurado/Aprovado.
En 2013 Cosmos a publié un essai qu'il a écrit sur le Marquis de Sade, Sade e a Liberdade, a Natureza e a Montreuil. 
En 2014, il a écrit le premier volume d'un livre de Mémoires, qui vient de sortir à Ómega, Martelos e Berbequins - Memórias. 
Il a été Professeur de Philosophie et auteur de plusieurs séries de programmes de musique classique pour  la radio classique portugaise "Antena 2".
De ces jours il partage son temps entre les romans et des conférences.

## Conférences
- Wagner, la Musique et la Parole – Nietzsche, la parole et la Musique, 2001.
- La Débauche – La débauche des libertins: une façon de s’exprimer contre l’hypocrisie, 2007.
- L’Allégorie de la Caverne – Un mythe? Miroir d’une illusion? 2007.
- Spinoza et la Liberté, 2007.
- Les Libertins et le XVIIIe siècle, 2008.
- Il a préparé une conférence sur Raul Proença et la Révolution du 7 février 1927, contre la Dictature, proférée par l’historien Monsieur le Professeur  António Reis, 2008.
- Il a collaboré à la production de la pièce "A Ópera do Malandro", de Chico Buarque (Auditório Camões) en 2007.

## Publications Fiction
- Estoril 1959 [6]  (ISBN 978-972-27-1538-6)
- O Pai e os Outros - Uma pequena história de doidos  (ISBN 978-972-772-828-2)
- Censurado/Aprovado